# Helm AG
Die Helm AG (Eigenschreibweise: HELM AG) ist ein deutsches Unternehmen mit Sitz in Hamburg. Der Mischkonzern ist in den Bereichen Chemie, Pflanzenschutz, Pharmazie sowie Düngemittel tätig, vorwiegend als Händler. Helm unterhält über 100 Niederlassungen und Beteiligungen in rund 30 Ländern in Europa, Nord- und Südamerika, Asien sowie Afrika. Im Ranking der 30 größten Familienunternehmen von Spiegel Online nahm das Unternehmen im Jahr 2017 den 29. Platz ein.

## Geschichte

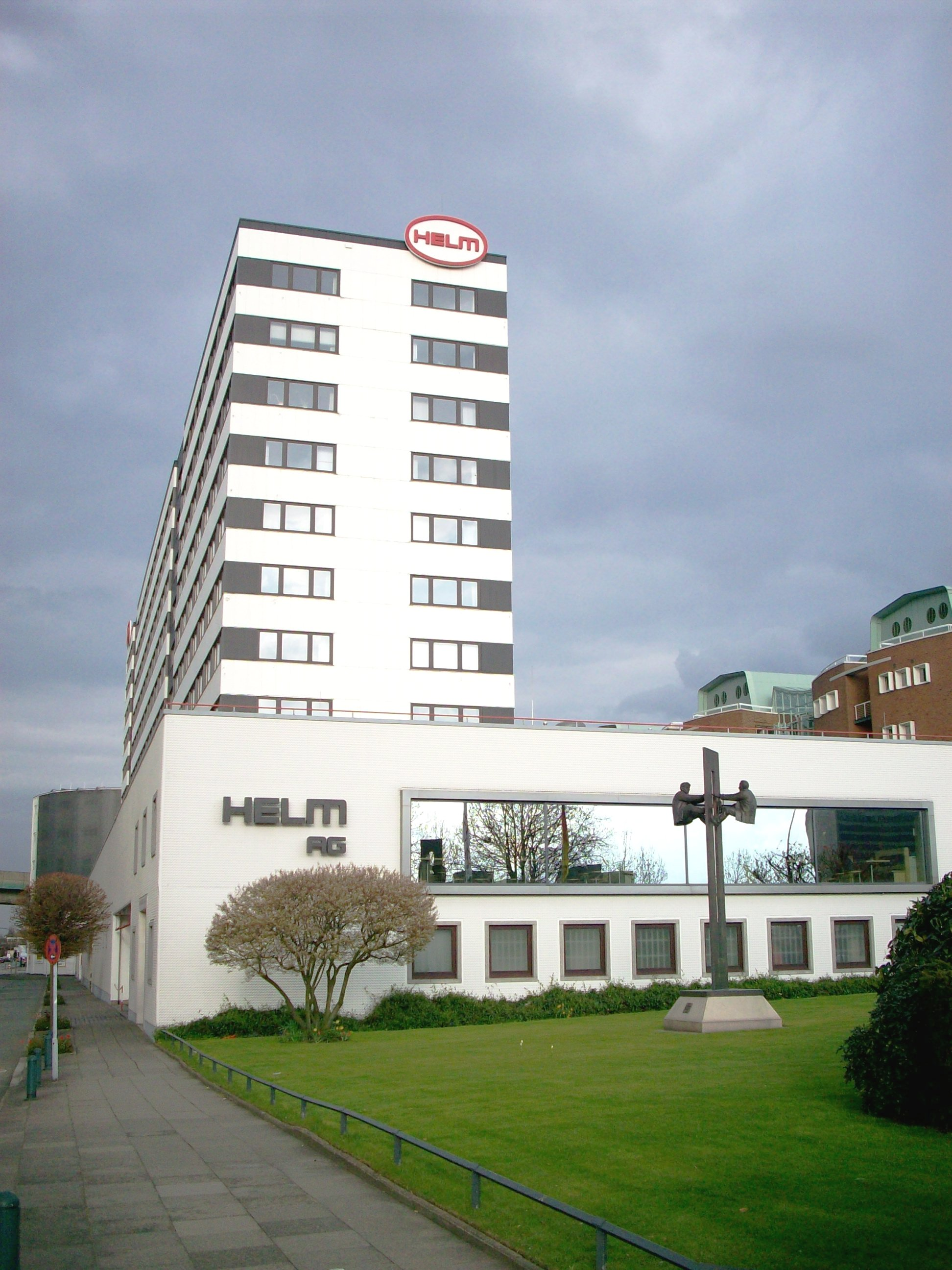
Zentrale der Helm AG in der Nordkanalstraße in Hamburg

Der Kaufmann Karl Otto Helm gründete 1900 die Firma Karl O. Helm als Import- und Export-Unternehmen. 1950 übernahm Hermann Schnabel den Unternehmensnamen für 3000 DM und baute das Unternehmen, mit der Spezialisierung auf den Chemiehandel, rasch aus. Bald wurden erste Niederlassungen in Europa und Amerika eröffnet, die Mitarbeiterzahl stieg auf 300 im Jahre 1970.
1978 erfolgte die Umfirmierung in Helm AG. Bis in die 1980er-Jahre verdoppelt sich die Mitarbeiterzahl, und der Umsatz stieg auf 557 Millionen Euro.
1984 wurde Dieter Schnabel Vorstandsvorsitzender, er trieb den Wandel vom Handelshaus zur international operierenden Marketingorganisation weiter voran. Im Geschäftsjahr 2017 waren für das Unternehmen weltweit 1521 Mitarbeiter tätig. 2009 ging die Helm AG ein Joint Venture mit dem ungarischen Pharmakonzern Gedeon Richter ein, um Strathmann Biotec GmbH zu erwerben, an dem Gedeon Richter mit 70 Prozent beteiligt ist und Helm mit 30 Prozent. 2010 starb Hermann Schnabel. Von 2012 bis Ende März 2020 führte Hans-Christian Sievers als Vorstandsvorsitzender das Unternehmen. Im April 2020 übernahm den Vorstandsvorsitz des Familienunternehmens in dritter Generation Stephan Schnabel.
Im August 2021 wurde bekannt, dass das Unternehmen seit geraumer Zeit Verlust macht und eine Umstrukturierung plant, bei der es nach Unternehmensabgaben einen sozialverträglichen Personalabbau geben soll.

## Nach der Umstrukturierung
Seit August 2021 wurden insgesamt 180 Mitarbeiterstellen gestrichen. Der Umsatz stieg 2021 um fast 50 Prozent auf 6,1 Milliarden Euro, und es sollen jährlich 150 Millionen Euro investiert werden. Als neues Geschäftsfeld wurde 2022 ein Joint Venture mit dem britischen Unternehmen Leverton Lithium gegründet, um Lithium aus alten Elektroauto-Batterien herauszulösen, zu reinigen und so aufzubereiten, dass es für neue Batterien genutzt werden kann. Auch in anderen Bereichen der Produktion von Chemikalien kooperiert Helm mit verschiedenen Unternehmen.